# میبل و روز نظافت چاقالو
میبل و روز نظافت چاقالو (انگلیسی: Mabel and Fatty's Wash Day) فیلمی کوتاه به کارگردانی راسکو آرباکل محصول سال ۱۹۱۵ کشور ایالات متحده آمریکا است.

## بازیگران
- میبل نورماند
- راسکو آرباکل
- هری مک‌کوی
- آلیس دونپورت
- جو بوردو (در عنوان‌بندی نیامده)
- لوک (در عنوان‌بندی نیامده)
- ادگار کندی (در عنوان‌بندی نیامده)